# Cantón de Eyguières
El cantón de Eyguières era una división administrativa francesa, que estaba situada en el departamento de Bocas del Ródano y la región de Provenza-Alpes-Costa Azul.

## Composición
El cantón estaba formado por siete comunas:
- Alleins
- Aureille
- Eyguières
- Lamanon
- Mallemort
- Mouriès
- Vernègues

## Supresión del cantón de Eyguières
En aplicación del Decreto n.º 2014-271 de 27 de febrero de 2014, el cantón de Eyguières fue suprimido el 29 de marzo de 2015 y sus 7 comunas pasaron a formar parte; cuatro del nuevo cantón de Salon-en-Provence-1 y tres del nuevo cantón de Pélissanne.